# Иосиф ибн-Акнин
Иосиф бен-Иегуда ибн-Акнин из Сеуты (по-арабски: Абул-Хаджадж Юсуф ибн-Яхья ибн-Шамун аль-Сабти аль-Маграби; около 1160, Мусульманская Сеута или Сеута — 1226, Алеппо) — в арабском государстве Альмохадов еврейский врач и поэт, более известный как ученик и адресат философа Моисея Маймонида, большую часть жизни проведший в Алеппо.
Адольф Нейбауэр доказал в 1870 году, что существовали два писателя под именем Иосиф ибн-Акнин.

## Биография
До 25 лет жил при отце, ремесленнике в Сеуте (Северная Африка). Его юность совпала со временем религиозных гонений фанатического Абдалмумина на евреев, оттого воздерживавшихся от открытого соблюдения обрядов еврейской религии. Тем не менее он хорошо знал Библию и еврейскую литературу. Обстоятельства позволили Иосифу покинуть родину. Ему было около 25 лет, когда он стал выступать в роли практикующего врача.
Писал еврейские стихотворения, ставшие известными Алхаризи; последний в своём «Тахкемони» (XVIII) отзывается о них восторженно. Маймонид, которому Иосиф послал свои поэтические произведения из Александрии, оценил в них стремление к возвышенным материям.
Иосиф переселился из Александрии в Фустат (предшественник Каира), где под руководством Маймонида предался изучению логики, математических наук и астрономии. В то время Маймонид занимался, между прочим, толкованием Пророков. Маймонид советовал ему вооружиться терпением и предаться науке систематически; однако ученик покинул Фустат раньше, чем Маймониду удалось закончить цикл своих лекций о Пророках, то есть пребывая у Маймонида не более двух лет. Иосиф отправился из Египта в Сирию.
В Сирии он поселился в Алеппо и занялся медицинской практикой, женился и совершил удачное путешествие по торговым делам; это дало ему возможность с тех пор жить вполне независимо и обеспеченно. С учителем он переписывался. Сочинение Маймонида «Путеводитель растерянных» («Морэ Небухим») было написано для Иосифа и таких лиц, которые, подобно ему, затруднялись согласовать выводы философской науки с учением Пророков.
Иосиф отправил автору «Путеводителя» следующее аллегорическое послание: «Дочь твоя Кима (то есть маймонидовский метод согласования богословия с философией), которую я полюбил и с которой сочетался, по обычаю, законным браком в присутствии двух свидетелей, Абдаллы (Abd Allah) и Ибн-Рушда, отвратила чело свое от меня, чтобы последовать за другим. Итак, тут очевидно сказывается некоторый изъян в ее воспитании. Верни жену её мужу, „так как он пророк“». — Маймонид ответил в том же духе, указав на невиновность дочери и на виновность её супруга; тут же он советует ученику своему уповать на Бога и быть скромнее и любовнее в своих выражениях, дабы не навлекать на себя бедствий.
Когда Иосиф пожелал основать школу, Маймонид отсоветовал, указав на необходимость отказаться, во всяком случае, от какой бы то ни было материальной пользы при преподавании. Иосиф отстаивал своего учителя и заставил смолкнуть возражения багдадских раввинов против сочинений Маймонида. Верный самому себе, последний увещевал Иосифа умерить свой пыл и быть сдержаннее; он умолял его, как человека ещё молодого, не восставать против старика-раввина, авторитетность которого была признана всею общиной.
Когда 30 лет спустя Алхаризи посетил Алеппо (1217), он застал там Иосифа в зените славы. Он воспел его как «Вечернюю звезду» и применил к нему слова Св. Писания: «Иосиф был главою всей страны; он доставлял пищу всем» (по аналогии с Быт. 42:6: «Иосиф же был начальником в земле той; он и продавал хлеб всему народу земли»).

## Труды
Все стихотворения ибн-Акнина, за исключением одного в честь Маймонида, утрачены, но начало некоторых сохранилось у Алхаризи.
- Трактат, посвящённый трём вопросам: 1) о сущности Абсолюта; 2) о происхождении всего существующего от Абсолюта; и 3) о миросотворении ex nihilo (из ничего). Не удовлетворяясь изложением предмета у своего учителя, он предоставляет на усмотрение Маймонида новое собственное решение. Трактат был написан на арабском языке; известен лишь по еврейскому переводу, изданному М. Леви под заглавием «Drei Abhandlungen» (Берлин, 1879).[2]
- Аллегорический комментарий к Песни Песней[5].[2]
- Два сочинения по талмудическим вопросам — упоминаются им самим и, по-видимому, тождественны с введением[6] и трактатом о мерах веса в Талмуде, существующим в переводе на еврейский язык[2].
- Сочинение по этике «Tabb al-Nufus», отрывки которого на арабском и еврейском языках были изданы Гюдеманом в его книге «Das jüdische Unterrichtswesen» (стр. 42 и сл., Вена, 1873). Впрочем, авторство этого сочинения оспариваемо.[2]